# Starda
Starda è una frazione del comune italiano di Gaiole in Chianti, nella provincia di Siena, in Toscana.

## Storia
Il borgo di Starda sorse intorno all'anno 1000, in epoca alto-medievale, fondato con probabilità dai conti Guidi. Situato in posizione strategica lungo la strada che conduce a Montevarchi, nel contado di Arezzo, fu più volte conteso da fiorentini e senesi.
Decaduto a partire dal XV secolo, il borgo col castello abbandonarono presto la funzione difensiva, risultando così frequentati maggiormente come stazione di sosta per i viandanti, anche grazie all'istituzione di un importante mercatale.
Nel 1833 la frazione di Starda contava 192 abitanti. Sul finire del XX secolo, il borgo è stato trasformato in azienda agrituristica e vitivinicola.

## Monumenti e luoghi d'interesse

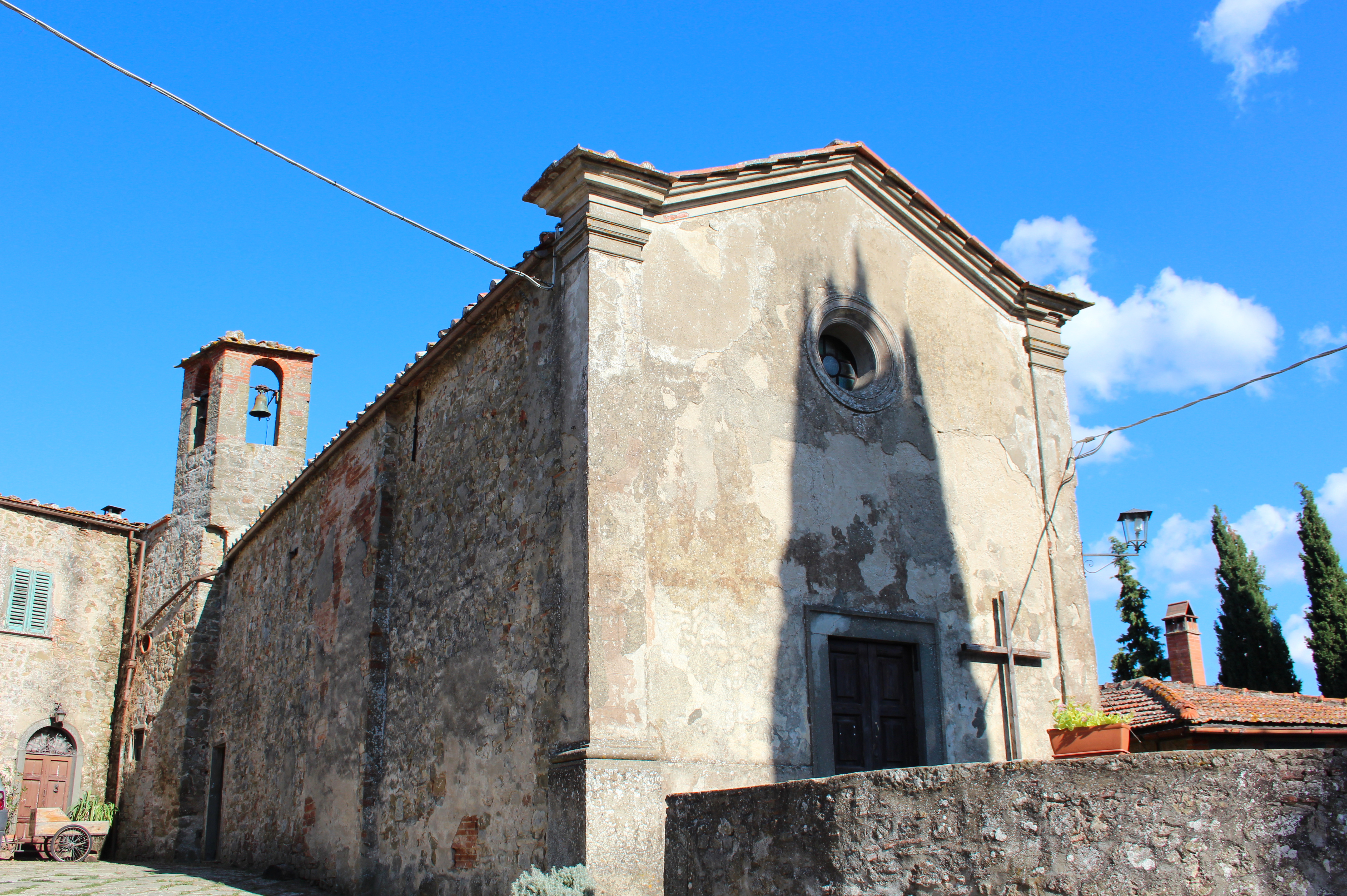
La chiesa di San Martino

- Chiesa di San Martino[4]